# 满存
满存（9世纪—？），唐朝末年将领。

## 簡歷
唐僖宗中和三年（883年），满存为横野军使，随雁门节度使李克用征讨黄巢自光泰门杀入收复长安有功，得天下兵马都监押杨复光表功。
光启二年（886年），因军阀混战，唐僖宗出奔兴元。四月，邠宁节度使朱玫意欲在长安拥立宗室李煴为帝，九月派军将王行瑜攻陷兴、凤二州。时任虢州刺史的满存率军奔赴行在。九月，时任金吾将军的满存破邠宁军，复取兴州，进守万仞寨；十二月，又作为神策行营先锋使收复凤州，被任为凤州防御使。
唐昭宗登基后，升凤州为节度府，割兴、利州隶之，以满存为感义军节度使，累检校司徒、同中书门下平章事。与左神策护军中尉、六军十二卫观军容使杨复恭养堂侄山南西道节度使杨守亮、养子龙剑节度使杨守贞、武定军节度使杨守忠、绵州刺史杨守厚等及威戎军节度使杨晟、利阆观察使席俦等共攻西川节度使王建，但未成队列即败。
大顺二年（891年），杨复恭失势，投奔杨守亮。凤翔节度使李茂贞、邠宁节度使王行瑜、镇国军节度使韩建即以杨守亮收纳叛者为由，请求讨伐，唐昭宗诏李茂贞问罪杨守亮。满存率众救杨守亮，不能得胜，入兴元。景福元年（892年）七月，李茂贞陷凤州、洋州。八月，李茂贞再攻兴元，满存与杨复恭、杨守亮等奔阆州，又被王建将华洪所败，部将梁承裕被杀，数千人被俘。华洪进围阆州，乾宁元年（894年）七月，李茂贞亦来攻城，城破，满存奔还长安，为左武卫大将军。后改左卫上将军，昭宗下诏赦其前罪，授特进、检校司徒，复长城郡开国公、食邑三千户之封（可见之前曾有此爵封，可能因受杨守亮牵连被免）。

## 轶闻
《北梦琐言》载满存曾习得房中术。